# Веддінгтон (Північна Кароліна)
Веддінгтон (англ. Weddington) — місто (англ. town) в США, в округах Юніон і Мекленбург штату Північна Кароліна. Населення — 13 181 особа (2020).

## Географія
Веддінгтон розташований за координатами 35°1′17″ пн. ш. 80°44′11″ зх. д. / 35.02139° пн. ш. 80.73639° зх. д. (35.021520, -80.736268).  За даними Бюро перепису населення США в 2010 році місто мало площу 46,13 км², з яких 45,18 км² — суходіл та 0,95 км² — водойми.

## Демографія
Згідно з переписом 2010 року, у місті мешкало 9459 осіб у 3129 домогосподарствах у складі 2783 родин. Густота населення становила 205 осіб/км².  Було 3285 помешкань (71/км²).
Расовий склад населення:
| - 91,2 % — білих - 3,9 % — чорних або афроамериканців - 2,6 % — азіатів - 0,2 % — корінних американців |

До двох чи більше рас належало 1,3 %. Частка іспаномовних становила 3,0 % від усіх жителів.
За віковим діапазоном населення розподілялося таким чином: 29,5 % — особи молодші 18 років, 61,1 % — особи у віці 18—64 років, 9,4 % — особи у віці 65 років та старші. Медіана віку мешканця становила 43,3 року. На 100 осіб жіночої статі у місті припадало 101,1 чоловіків;  на 100 жінок у віці від 18 років та старших — 98,2 чоловіків також старших 18 років.
Середній дохід на одне домашнє господарство  становив 162 677 доларів США (медіана — 135 611), а середній дохід на одну сім'ю — 175 423 долари (медіана — 150 613). Медіана доходів становила 117 745 доларів для чоловіків та 66 353 долари для жінок. За межею бідності перебувало 1,6 % осіб, у тому числі 0,0 % дітей у віці до 18 років та 0,0 % осіб у віці 65 років та старших.
Цивільне працевлаштоване населення становило 5236 осіб. Основні галузі зайнятості: фінанси, страхування та нерухомість — 17,1 %, науковці, спеціалісти, менеджери — 16,9 %, освіта, охорона здоров'я та соціальна допомога — 16,5 %.